# Jean-François Janinet
Jean-François Janinet (Parigi, 1752 – Parigi, 1º novembre 1814) è stato un incisore francese.

## Biografia

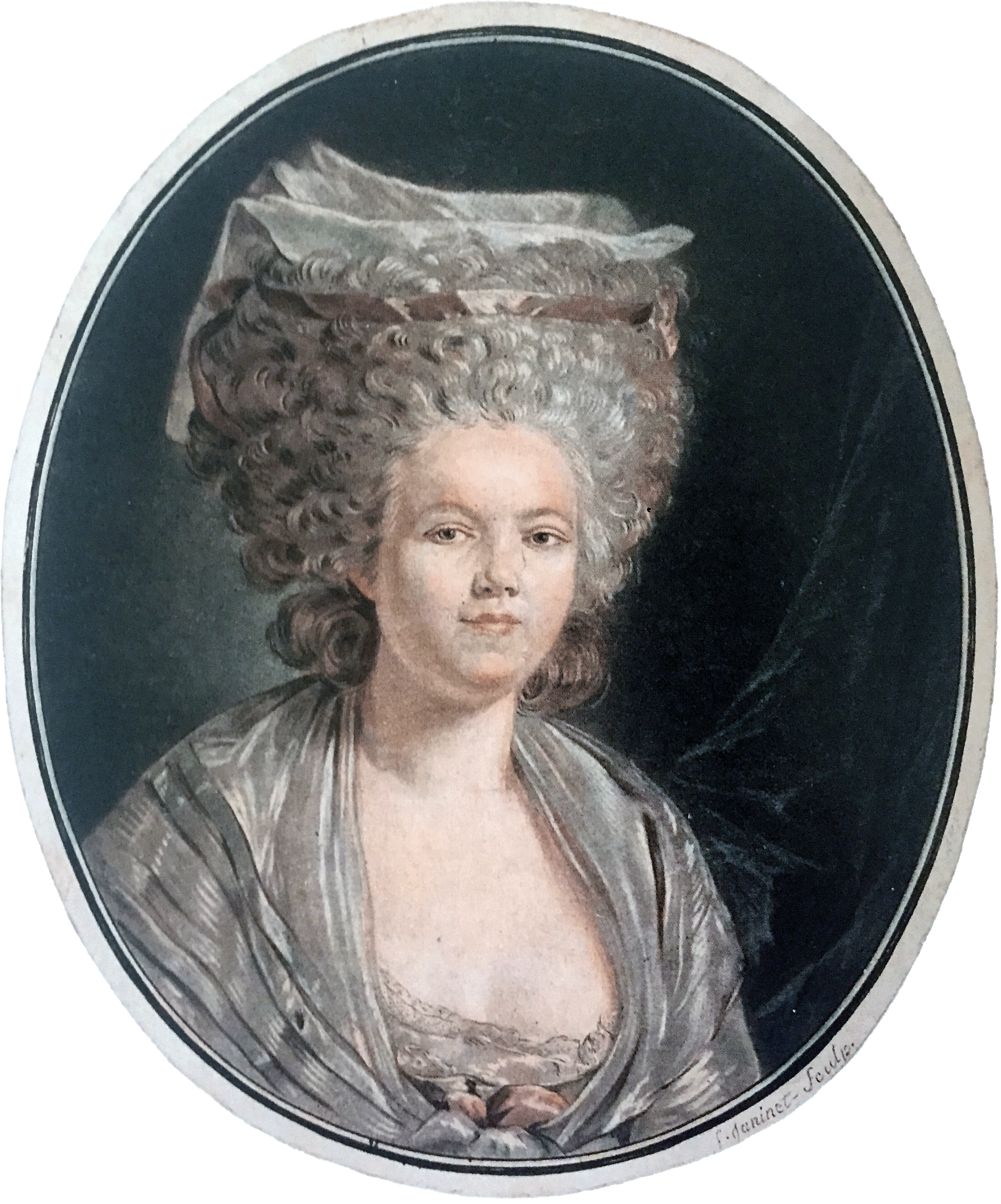
Ritratto di Rose Bertin

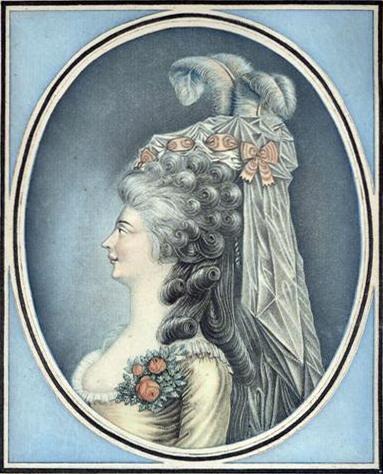
Ritratto dell'attrice Louise Contat, Costumi e Annali dei grandi teatri di Parigi

Janinet è considerato dalla critica artistica uno dei più importanti incisori a colori francesi e si mise in evidenza per le sue innovazioni tecniche, quali l'acquatinta in quadricromia, oltreché per lo stile caratterizzato dall'intensità dei colori.
Figlio d'arte, Janinet si formò artisticamente frequentando dal 1772 l'Accademia Reale e sin dai suoi esordi, con l'opera Ritratto di Maria Antonietta, il suo nome diventò celebre nel suo Paese.
Per realizzare le sue opere, Janinet prese spunti dai lavori di pittori olandesi e francesi, quali Hubert Robert, Jean-Honoré Fragonard, Jean-Baptiste Greuze, oltreché dai disegni di Jean-Nicolas-Louis Durand.
Tra i suoi lavori più significativi, si possono citare Le Baiser de l'amour e Le Satyre impatient.
Janinet realizzò le illustrazioni dei Costumi e Annali dei grandi teatri parigini e partecipò a numerose edizioni del Salon al Museo del Louvre.
Durante la Rivoluzione francese Janinet cambiò le sue fonti di ispirazione e le tematiche dei suoi lavori riguardarono gli eventi storici e politici parigini e di Versailles.
Janinet, durante la sua carriera artistica, studiò anche materie scientifiche, quali la chimica e la fisica e si impegnò nella progettazione di aerostati.
La figlia di Janinet, Sophie, seguì le orme artistiche del padre.